# Egon Orowan
Egon Orowan (hongrois : Orován Egon) (2 août 1902-3 août 1989) est un physicien et métallurgiste anglo-américain d’origine hongroise. Il est un des pionniers de la mécanique de la rupture, dont il contribua à étendre les applications (métallurgie, géologie, glaciologie).

## Biographie
Orowan est né dans le quartier d’Óbuda à Budapest. Son père, Berthold, était ingénieur et directeur d'une usine de constructions mécaniques, et sa mère, Josze Spitzer Ságvári, était la fille d'un propriétaire terrien ruiné. En 1928, Orowan s'inscrivit à l’université technique de Berlin en génie mécanique et électrique, mais bientôt il changea de filière et opta pour la physique, avec une thèse de doctorat sur la fracture du mica (1932). Il semble avoir éprouvé des difficultés à trouver du travail puisqu'il résida chez sa mère au cours des années suivantes.
C'est dans ces conditions matérielles difficiles qu'en 1934, Orowan, indépendamment de ses contemporains G. I. Taylor et Michael Polanyi, découvrit qu'on pouvait expliquer la déformation plastique des solides ductiles  grâce à la théorie des dislocations développée par Vito Volterra en 1905. Passée inaperçue jusqu'au début des années 1950, cette application est cependant à l'origine de la mécanique de la rupture.
Après un premier emploi chez un fabricant de matériel d'éclairage où il mit au point une méthode d’extraction du krypton de l’air pour les ampoules à incandescence, Orowan obtint une offre en 1937 à l’université de Birmingham, où il se consacra avec Rudolf Peierls à la fatigue.
En 1939, il rejoignit les chercheurs de l’université de Cambridge où William Lawrence Bragg lui communiqua sa passion pour la diffraction des rayons X. Au cours de la Deuxième Guerre mondiale, il contribua à l'industrie de l'armement, notamment par son étude des écoulements plastiques dans le procédé de laminage. En 1944, il joua un rôle décisif dans l'élucidation des causes de naufrage des liberty ships, en mettant en évidence : d'une part la faible résilience des assemblages soudés de mauvaise qualité, d'autre part les effets aggravants de la faible température de l'eau dans l’Atlantique Nord.
En 1950, il fut appelé au Massachusetts Institute of Technology où, par delà ses recherches en métallurgie, il se consacra aux applications de la mécanique de la rupture à la géologie et à la glaciologie ; en outre, il chercha à promouvoir une nouvelle discipline qu'il appelait socionomie : inspiré par les écrits d’Ibn Khaldoun, historien tunisien du XIVe siècle, il chercha à confirmer le caractère inéluctable d'une crise de la demande similaire à celle postulée par Karl Marx. Ses idées suscitent aujourd'hui la défiance de la plupart des économistes.
Tout au long de sa vie, il a breveté ses inventions.

## Affiliations académiques
- Fellow de la Royal Society (1947)[6]
- Membre de l’Académie américaine des arts et des sciences, (1951)
- Membre de l’Académie nationale des sciences des États-Unis (1969).